# 1951 في نيوزيلندا
فيما يلي قوائم الأحداث التي وقعت خلال عام 1951 في نيوزيلندا.

## سياسة

### تعيين في المنصب
- 1 يناير – جون ستيوارت عضو مجلس النواب النيوزيلندي ‏.

### انتهاء فترة المنصب
- 1 يناير – بيتر فرازير عضو مجلس النواب النيوزيلندي ‏.

## رياضة
- 1 يناير – كأس نيوزيلندا 1951 الفائز Eastern Suburbs AFC [الإنجليزية]‏.

## مواليد

### يناير
- 1 يناير – أندرو دراموند فنان نيوزيلندي.
- 1 يناير – جولي بارسونز منتجة راديو أيرلندية.
- 1 يناير – خلنج راسيل رسّامة رسوم متحركة نيوزيلندية.
- 1 يناير – غاري هانام منتج أفلام نيوزيلندي.
- 11 يناير – مارك تايلور لاعب رغبي نيوزيلندي.
- 13 يناير – نايجل كوكس كاتب نيوزيلندي.
- 22 يناير – جون ماكميلان اقتصادي نيوزيلندي.

### فبراير
- 21 فبراير – جون باركر لاعب كركيت نيوزيلندي.
- 22 فبراير – دنيس مارش مغني نيوزيلندي.

### مارس
- 6 مارس – موريس ويليامسون سياسي نيوزلندي.
- 20 مارس – كينيث غرينغر لاعب رغبي نيوزيلندي.
- 21 مارس – داني كيني مُجدّف نيوزيلندي.
- 29 مارس – جيف هوارث لاعب كركيت نيوزيلندي.
- 31 مارس – سيمون ديكي مُجدّف نيوزيلندي.

### مايو
- 5 مايو – روب فينويك

### يونيو
- 16 يونيو – تيري موريسون لاعب رغبي نيوزيلندي.
- 22 يونيو – تود هنتر موسيقية نيوزيلندية.
- 25 يونيو – غراهام سيمز لاعب رغبي نيوزيلندي.
- 26 يونيو – توني هيل
- 28 يونيو – دنيس برادي لاعب كركيت نيوزيلندي.

### يوليو
- 10 يوليو – برايان فورد لاعب رغبي نيوزيلندي.
- 25 يوليو – جون بلاك لاعب رغبي نيوزيلندي.
- 31 يوليو – غرايم تومسون لاعب كريكت نيوزلندي.

### أغسطس
- 26 أغسطس – غاري ونايت لاعب رغبي نيوزيلندي.
- 27 أغسطس – يان هيرست لاعب رغبي نيوزيلندي.
- 31 أغسطس – غرانت باتي لاعب رغبي نيوزيلندي.

### سبتمبر
- 14 سبتمبر – كارين بلامر لاعبة كركيت نيوزيلندية.
- 27 سبتمبر – آن سميث لاعبة كرة قدم نيوزيلندية.

### أكتوبر
- 22 أكتوبر – غاري ماكورميك كاتب عمود نيوزيلندي.
- 22 أكتوبر – مارشال نابيير ممثل نيوزيلندي.
- 27 أكتوبر – ريك باركر سياسي نيوزيلندي.

### نوفمبر
- 21 نوفمبر – جو كرم لاعب رغبي نيوزيلندي.

### ديسمبر
- 26 ديسمبر – كارين مارش لاعبة كركيت نيوزيلندية.

## وفيات

### فبراير
- 12 فبراير – جون كالان (مواليد 1882) محامي نيوزيلندي.

### مايو
- 17 مايو – هاري كير (مواليد 1879) رياضي نيوزيلندي.
- 27 مايو – رود غراي (مواليد 1870)

### أغسطس
- 27 أغسطس – ميك كين (مواليد 1885) لاعب اتحاد رغبي نيوزيلندي.

### ديسمبر
- 1 ديسمبر – بيتر باك (مواليد 1880)